# Faidh El Botma (distrito)
Faidh El Botma é um distrito localizado na província de Djelfa, Argélia, e cuja capital é a cidade de mesmo nome, Faidh El Botma.[carece de fontes?]